# Vòng bảng UEFA Europa League 2016–17
Vòng bảng UEFA Europa League 2016–17 bắt đầu vào ngày 15 tháng 9 và kết thúc vào ngày 9 tháng 12 năm 2016. Có tổng cộng 48 đội bóng tham dự vòng bảng để chọn ra 24 đội bóng tham dự vòng knockout của UEFA Europa League 2016–17.

## Lễ bốc thăm
Lễ bốc thăm vòng bảng được tổ chức vào ngày 26 tháng 8 năm 2016, 13:00 CEST, ở Grimaldi Forum tại Monaco.
Vào ngày 17 tháng 7 năm 2014, UEFA ra công điện khẩn với nội dung: "Các câu lạc bộ Ukraina và Nga không cùng nằm chung một bảng vì vấn đề chính trị". Trường hợp, Câu lạc bộ Shakhtar Donetsk (Nhánh 1) và Zorya Luhansk (Nhánh 4) của Ukraina và Câu lạc bộ Zenit Saint Petersburg (Nhánh 1) và Krasnodar (Nhánh 3) của Nga could không cùng nằm chung một bảng.

## Các đội bóng
Dưới đây là các đội bóng tham gia (Dựa vào Hệ số UEFA năm 2016), grouped by their seeding pot. Chúng bao gồm 16 đội bóng tham gia trực tiếp, 22 đội bóng thắng vòng play-off và 10 đội bóng thất bại ở Vòng Play-off Champions League.
| Giải thích màu sắc                                               |
| ---------------------------------------------------------------- |
| Đội đứng đầu và đứng thứ nhì trong mỗi bảng được vào vòng 32 đội |

| Đội bóng               | Coeff  |
| ---------------------- | ------ |
| Schalke 04             | 96.035 |
| Zenit Saint Petersburg | 93.216 |
| Manchester United      | 82.256 |
| Shakhtar Donetsk[†]    | 81.976 |
| Athletic Bilbao        | 75.142 |
| Olympiacos[†]          | 70.940 |
| Villarreal[CL]         | 60.142 |
| Ajax[CL]               | 58.112 |
| Internazionale         | 58.087 |
| Fiorentina             | 57.087 |
| Anderlecht[†]          | 54.000 |
| Viktoria Plzeň[CL]     | 44.585 |

| Đội bóng              | Coeff  |
| --------------------- | ------ |
| AZ[†]                 | 43.612 |
| Braga                 | 43.116 |
| Red Bull Salzburg[CL] | 42.520 |
| Roma[CL]              | 41.587 |
| Fenerbahçe[†]         | 40.920 |
| Sparta Prague[†]      | 40.585 |
| PAOK[†]               | 37.440 |
| Steaua București[CL]  | 36.576 |
| Genk[†]               | 36.000 |
| APOEL[CL]             | 35.935 |
| Standard Liège        | 27.500 |
| Saint-Étienne[†]      | 26.049 |

| Đội bóng            | Coeff  |
| ------------------- | ------ |
| Gent[†]             | 25.000 |
| Young Boys[CL]      | 24.755 |
| Krasnodar[†]        | 24.216 |
| Rapid Wien[†]       | 23.520 |
| Slovan Liberec[†]   | 22.085 |
| Celta Vigo          | 21.142 |
| Maccabi Tel Aviv[†] | 20.225 |
| Feyenoord           | 19.112 |
| Austria Wien[†]     | 19.020 |
| Mainz 05            | 18.035 |
| Zürich              | 17.755 |
| Southampton         | 16.756 |

| Đội bóng               | Coeff  |
| ---------------------- | ------ |
| Panathinaikos[†]       | 14.940 |
| Sassuolo[†]            | 14.087 |
| Qarabağ[†]             | 13.475 |
| Astana[†]              | 12.575 |
| Nice                   | 12.049 |
| Zorya Luhansk          | 11.976 |
| Astra Giurgiu[†]       | 11.076 |
| Konyaspor              | 6.920  |
| Osmanlıspor[†]         | 6.920  |
| Gabala[†]              | 5.225  |
| Hapoel Be'er Sheva[CL] | 4.725  |
| Dundalk[CL]            | 2.590  |

Ghi chú
1. † Đội thắng ở vòng play-off.
2. CL Đội bóng thất bại ở Vòng Play-off Champions League.

## Các bảng
Tất cả các trận đấu diễn ra vào các ngày 15 tháng 9, 29 tháng 9 năm 20 tháng 10, 3 tháng 11, 24 tháng 11 và 8 tháng 12 năm 2016.

### Bảng A
| VT | Đội               | ST | T | H | B | BT | BB | HS | Đ  | Giành quyền tham dự                     |     | FEN | MU  | FEY | ZOR |
| -- | ----------------- | -- | - | - | - | -- | -- | -- | -- | --------------------------------------- | --- | --- | --- | --- | --- |
| 1  | Fenerbahçe        | 6  | 4 | 1 | 1 | 8  | 6  | +2 | 13 | Giành quyền vào vòng đấu loại trực tiếp |     | —   | 2–1 | 1–0 | 2–0 |
| 2  | Manchester United | 6  | 4 | 0 | 2 | 12 | 4  | +8 | 12 | Giành quyền vào vòng đấu loại trực tiếp |     | 4–1 | —   | 4–0 | 1–0 |
| 3  | Feyenoord         | 6  | 2 | 1 | 3 | 3  | 7  | −4 | 7  |                                         |     | 0–1 | 1–0 | —   | 1–0 |
| 4  | Zorya Luhansk     | 6  | 0 | 2 | 4 | 2  | 8  | −6 | 2  |                                         | 1–1 | 0–2 | 1–1 | —   |     |

| Feyenoord   | 1–0      | Manchester United |
| ----------- | -------- | ----------------- |
| Vilhena 79' | Chi tiết |                   |

| Zorya Luhansk   | 1–1      | Fenerbahçe |
| --------------- | -------- | ---------- |
| Hrechyshkin 52' | Chi tiết | Kjær 90+5' |

| Fenerbahçe  | 1–0      | Feyenoord |
| ----------- | -------- | --------- |
| Emenike 18' | Chi tiết |           |

| Manchester United | 1–0      | Zorya Luhansk |
| ----------------- | -------- | ------------- |
| Ibrahimović 69'   | Chi tiết |               |

| Manchester United                                            | 4–1      | Fenerbahçe     |
| ------------------------------------------------------------ | -------- | -------------- |
| Pogba 31' (ph.đ.), 45+1' · Martial 34' (ph.đ.) · Lingard 48' | Chi tiết | Van Persie 83' |

| Feyenoord     | 1–0      | Zorya Luhansk |
| ------------- | -------- | ------------- |
| Jørgensen 55' | Chi tiết |               |

| Fenerbahçe        | 2–1      | Manchester United |
| ----------------- | -------- | ----------------- |
| Sow 2' · Lens 59' | Chi tiết | Rooney 89'        |

| Zorya Luhansk | 1–1      | Feyenoord     |
| ------------- | -------- | ------------- |
| Forster 44'   | Chi tiết | Jørgensen 15' |

| Fenerbahçe           | 2–0      | Zorya Luhansk |
| -------------------- | -------- | ------------- |
| Stoch 59' · Kjær 67' | Chi tiết |               |

| Manchester United                                        | 4–0      | Feyenoord |
| -------------------------------------------------------- | -------- | --------- |
| Rooney 35' · Mata 69' · Jones 75' (l.n.) · Lingard 90+2' | Chi tiết |           |

| Feyenoord | 0–1      | Fenerbahçe |
| --------- | -------- | ---------- |
|           | Chi tiết | Sow 22'    |

| Zorya Luhansk | 0–2      | Manchester United                |
| ------------- | -------- | -------------------------------- |
|               | Chi tiết | Mkhitaryan 48' · Ibrahimović 88' |

### Bảng B
| VT | Đội        | ST | T | H | B | BT | BB | HS | Đ  | Giành quyền tham dự                     |     | APO | OLY | YB  | AST |
| -- | ---------- | -- | - | - | - | -- | -- | -- | -- | --------------------------------------- | --- | --- | --- | --- | --- |
| 1  | APOEL      | 6  | 4 | 0 | 2 | 8  | 6  | +2 | 12 | Giành quyền vào vòng đấu loại trực tiếp |     | —   | 2–0 | 1–0 | 2–1 |
| 2  | Olympiacos | 6  | 2 | 2 | 2 | 7  | 6  | +1 | 8  | Giành quyền vào vòng đấu loại trực tiếp |     | 0–1 | —   | 1–1 | 4–1 |
| 3  | Young Boys | 6  | 2 | 2 | 2 | 7  | 4  | +3 | 8  |                                         |     | 3–1 | 0–1 | —   | 3–0 |
| 4  | Astana     | 6  | 1 | 2 | 3 | 5  | 11 | −6 | 5  |                                         | 2–1 | 1–1 | 0–0 | —   |     |

| Young Boys | 0–1      | Olympiacos    |
| ---------- | -------- | ------------- |
|            | Chi tiết | Cambiasso 42' |

| APOEL                         | 2–1      | Astana           |
| ----------------------------- | -------- | ---------------- |
| Vinícius 75' · de Camargo 87' | Chi tiết | Maksimović 45+1' |

| Astana | 0–0      | Young Boys |
| ------ | -------- | ---------- |
|        | Chi tiết |            |

| Olympiacos | 0–1      | APOEL        |
| ---------- | -------- | ------------ |
|            | Chi tiết | Sotiriou 10' |

| Olympiacos                                      | 4–1      | Astana        |
| ----------------------------------------------- | -------- | ------------- |
| Figueiras 25' · Elyounoussi 33' · Sebá 34', 65' | Chi tiết | Kabananga 54' |

| Young Boys                   | 3–1      | APOEL     |
| ---------------------------- | -------- | --------- |
| Hoarau 18', 52', 82' (ph.đ.) | Chi tiết | Efrem 14' |

| Astana        | 1–1      | Olympiacos |
| ------------- | -------- | ---------- |
| Despotović 8' | Chi tiết | Sebá 30'   |

| APOEL        | 1–0      | Young Boys |
| ------------ | -------- | ---------- |
| Sotiriou 69' | Chi tiết |            |

| Astana                      | 2–1      | APOEL     |
| --------------------------- | -------- | --------- |
| Aničić 59' · Despotović 84' | Chi tiết | Efrem 31' |

| Olympiacos    | 1–1      | Young Boys |
| ------------- | -------- | ---------- |
| Fortounis 48' | Chi tiết | Hoarau 58' |

| Young Boys                         | 3–0      | Astana |
| ---------------------------------- | -------- | ------ |
| Frey 63' · Hoarau 66' · Schick 71' | Chi tiết |        |

| APOEL                                | 2–0      | Olympiacos |
| ------------------------------------ | -------- | ---------- |
| da Costa 19' (l.n.) · de Camargo 83' | Chi tiết |            |

### Bảng C
| VT | Đội           | ST | T | H | B | BT | BB | HS | Đ  | Giành quyền tham dự                     |     | STE | AND | MAI | GAB |
| -- | ------------- | -- | - | - | - | -- | -- | -- | -- | --------------------------------------- | --- | --- | --- | --- | --- |
| 1  | Saint-Étienne | 6  | 3 | 3 | 0 | 8  | 5  | +3 | 12 | Giành quyền vào vòng đấu loại trực tiếp |     | —   | 1–1 | 0–0 | 1–0 |
| 2  | Anderlecht    | 6  | 3 | 2 | 1 | 16 | 8  | +8 | 11 | Giành quyền vào vòng đấu loại trực tiếp |     | 2–3 | —   | 6–1 | 3–1 |
| 3  | Mainz 05      | 6  | 2 | 3 | 1 | 8  | 10 | −2 | 9  |                                         |     | 1–1 | 1–1 | —   | 2–0 |
| 4  | Gabala        | 6  | 0 | 0 | 6 | 5  | 14 | −9 | 0  |                                         | 1–2 | 1–3 | 2–3 | —   |     |

| Mainz 05    | 1–1      | Saint-Étienne |
| ----------- | -------- | ------------- |
| Bungert 57' | Chi tiết | Berić 88'     |

| Anderlecht                                     | 3–1      | Gabala   |
| ---------------------------------------------- | -------- | -------- |
| Teodorczyk 14' · Rafael 41' (l.n.) · Capel 77' | Chi tiết | Dabo 20' |

| Gabala                            | 2–3      | Mainz 05                              |
| --------------------------------- | -------- | ------------------------------------- |
| Qurbanov 57' (ph.đ.) · Zenjov 62' | Chi tiết | Muto 41' · Córdoba 68' · Öztunalı 78' |

| Saint-Étienne | 1–1      | Anderlecht            |
| ------------- | -------- | --------------------- |
| Roux 90+4'    | Chi tiết | Tielemans 62' (ph.đ.) |

| Saint-Étienne         | 1–0      | Gabala |
| --------------------- | -------- | ------ |
| Ricardinho 70' (l.n.) | Chi tiết |        |

| Mainz 05          | 1–1      | Anderlecht     |
| ----------------- | -------- | -------------- |
| Mallı 10' (ph.đ.) | Chi tiết | Teodorczyk 65' |

| Gabala       | 1–2      | Saint-Étienne             |
| ------------ | -------- | ------------------------- |
| Qurbanov 39' | Chi tiết | Tannane 45+1' · Berić 53' |

| Anderlecht                                                                    | 6–1      | Mainz 05      |
| ----------------------------------------------------------------------------- | -------- | ------------- |
| Stanciu 9', 41' · Tielemans 62' · Teodorczyk 89', 90+4' (ph.đ.) · Bruno 90+2' | Chi tiết | De Blasis 15' |

| Gabala                 | 1–3      | Anderlecht                                   |
| ---------------------- | -------- | -------------------------------------------- |
| Ricardinho 15' (ph.đ.) | Chi tiết | Tielemans 11' · Bruno 90' · Teodorczyk 90+4' |

| Saint-Étienne | 0–0      | Mainz 05 |
| ------------- | -------- | -------- |
|               | Chi tiết |          |

| Mainz 05                 | 2–0      | Gabala |
| ------------------------ | -------- | ------ |
| Hack 30' · De Blasis 40' | Chi tiết |        |

| Anderlecht                | 2–3      | Saint-Étienne                          |
| ------------------------- | -------- | -------------------------------------- |
| Chipciu 21' · Stanciu 31' | Chi tiết | Søderlund 62', 67' · Monnet-Paquet 74' |

### Bảng D
| VT | Đội                    | ST | T | H | B | BT | BB | HS | Đ  | Giành quyền tham dự                     |     | ZEN | AZ  | MTA | DUN |
| -- | ---------------------- | -- | - | - | - | -- | -- | -- | -- | --------------------------------------- | --- | --- | --- | --- | --- |
| 1  | Zenit Saint Petersburg | 6  | 5 | 0 | 1 | 17 | 8  | +9 | 15 | Giành quyền vào vòng đấu loại trực tiếp |     | —   | 5–0 | 2–0 | 2–1 |
| 2  | AZ                     | 6  | 2 | 2 | 2 | 6  | 10 | −4 | 8  | Giành quyền vào vòng đấu loại trực tiếp |     | 3–2 | —   | 1–2 | 1–1 |
| 3  | Maccabi Tel Aviv       | 6  | 2 | 1 | 3 | 7  | 9  | −2 | 7  |                                         |     | 3–4 | 0–0 | —   | 2–1 |
| 4  | Dundalk                | 6  | 1 | 1 | 4 | 5  | 8  | −3 | 4  |                                         | 1–2 | 0–1 | 1–0 | —   |     |

| AZ          | 1–1      | Dundalk     |
| ----------- | -------- | ----------- |
| Wuytens 61' | Chi tiết | Kilduff 89' |

| Maccabi Tel Aviv                      | 3–4      | Zenit Saint Petersburg                                     |
| ------------------------------------- | -------- | ---------------------------------------------------------- |
| Medunjanin 26', 70' · Kjartansson 50' | Chi tiết | Kokorin 77' · Maurício 84' · Giuliano 86' · Đorđević 90+2' |

| Zenit Saint Petersburg                                              | 5–0      | AZ |
| ------------------------------------------------------------------- | -------- | -- |
| Kokorin 26', 59' · Giuliano 48' · Criscito 66' (ph.đ.) · Shatov 80' | Chi tiết |    |

| Dundalk     | 1–0      | Maccabi Tel Aviv |
| ----------- | -------- | ---------------- |
| Kilduff 72' | Chi tiết |                  |

| Dundalk    | 1–2      | Zenit Saint Petersburg |
| ---------- | -------- | ---------------------- |
| Benson 52' | Chi tiết | Mak 71' · Giuliano 77' |

| AZ         | 1–2      | Maccabi Tel Aviv          |
| ---------- | -------- | ------------------------- |
| Mühren 72' | Chi tiết | Scarione 24' · Golasa 82' |

| Zenit Saint Petersburg | 2–1      | Dundalk    |
| ---------------------- | -------- | ---------- |
| Giuliano 42', 78'      | Chi tiết | Horgan 52' |

| Maccabi Tel Aviv | 0–0      | AZ |
| ---------------- | -------- | -- |
|                  | Chi tiết |    |

| Zenit Saint Petersburg           | 2–0      | Maccabi Tel Aviv |
| -------------------------------- | -------- | ---------------- |
| Kokorin 44' · A. Kerzhakov 90+1' | Chi tiết |                  |

| Dundalk | 0–1      | AZ          |
| ------- | -------- | ----------- |
|         | Chi tiết | Weghorst 9' |

| AZ                                    | 3–2      | Zenit Saint Petersburg            |
| ------------------------------------- | -------- | --------------------------------- |
| Rienstra 7' · Haps 43' · Tanković 68' | Chi tiết | Giuliano 58' · Wuytens 80' (l.n.) |

| Maccabi Tel Aviv                    | 2–1      | Dundalk         |
| ----------------------------------- | -------- | --------------- |
| Ben Haim II 21' (ph.đ.) · Micha 38' | Chi tiết | Dasa 27' (l.n.) |

### Bảng E
| VT | Đội            | ST | T | H | B | BT | BB | HS | Đ  | Giành quyền tham dự                     |     | ASR | AST | VPL | AWI |
| -- | -------------- | -- | - | - | - | -- | -- | -- | -- | --------------------------------------- | --- | --- | --- | --- | --- |
| 1  | Roma           | 6  | 3 | 3 | 0 | 16 | 7  | +9 | 12 | Giành quyền vào vòng đấu loại trực tiếp |     | —   | 4–0 | 4–1 | 3–3 |
| 2  | Astra Giurgiu  | 6  | 2 | 2 | 2 | 7  | 10 | −3 | 8  | Giành quyền vào vòng đấu loại trực tiếp |     | 0–0 | —   | 1–1 | 2–3 |
| 3  | Viktoria Plzeň | 6  | 1 | 3 | 2 | 7  | 10 | −3 | 6  |                                         |     | 1–1 | 1–2 | —   | 3–2 |
| 4  | Austria Wien   | 6  | 1 | 2 | 3 | 11 | 14 | −3 | 5  |                                         | 2–4 | 1–2 | 0–0 | —   |     |

| Viktoria Plzeň | 1–1      | Roma               |
| -------------- | -------- | ------------------ |
| Bakoš 11'      | Chi tiết | Perotti 4' (ph.đ.) |

| Astra Giurgiu             | 2–3      | Austria Wien                                               |
| ------------------------- | -------- | ---------------------------------------------------------- |
| Alibec 18' · Săpunaru 74' | Chi tiết | Holzhauser 16' (ph.đ.) · Friesenbichler 33' · Grünwald 58' |

| Austria Wien | 0–0      | Viktoria Plzeň |
| ------------ | -------- | -------------- |
|              | Chi tiết |                |

| Roma                                                          | 4–0      | Astra Giurgiu |
| ------------------------------------------------------------- | -------- | ------------- |
| Strootman 15' · Fazio 45+2' · Fabrício 47' (l.n.) · Salah 55' | Chi tiết |               |

| Roma                                | 3–3      | Austria Wien                             |
| ----------------------------------- | -------- | ---------------------------------------- |
| El Shaarawy 19', 34' · Florenzi 69' | Chi tiết | Holzhauser 16' · Prokop 82' · Kayode 84' |

| Viktoria Plzeň | 1–2      | Astra Giurgiu                  |
| -------------- | -------- | ------------------------------ |
| Hořava 86'     | Chi tiết | Alibec 41' · Hořava 64' (l.n.) |

| Austria Wien             | 2–4      | Roma                                          |
| ------------------------ | -------- | --------------------------------------------- |
| Kayode 2' · Grünwald 89' | Chi tiết | Džeko 5', 65' · De Rossi 15' · Nainggolan 78' |

| Astra Giurgiu | 1–1      | Viktoria Plzeň |
| ------------- | -------- | -------------- |
| Stan 19'      | Chi tiết | Krmenčík 25'   |

| Roma                                    | 4–1      | Viktoria Plzeň |
| --------------------------------------- | -------- | -------------- |
| Džeko 10', 61', 88' · Matějů 82' (l.n.) | Chi tiết | Zeman 18'      |

| Austria Wien  | 1–2      | Astra Giurgiu                    |
| ------------- | -------- | -------------------------------- |
| Rotpuller 57' | Chi tiết | Florea 79' · Budescu 88' (ph.đ.) |

| Viktoria Plzeň              | 3–2      | Austria Wien                           |
| --------------------------- | -------- | -------------------------------------- |
| Hořava 44' · Ďuriš 72', 84' | Chi tiết | Holzhauser 19' (ph.đ.) · Rotpuller 40' |

| Astra Giurgiu | 0–0      | Roma |
| ------------- | -------- | ---- |
|               | Chi tiết |      |

### Bảng F
| VT | Đội             | ST | T | H | B | BT | BB | HS | Đ  | Giành quyền tham dự                     |     | GNK | ATH | RWI | SAS |
| -- | --------------- | -- | - | - | - | -- | -- | -- | -- | --------------------------------------- | --- | --- | --- | --- | --- |
| 1  | Genk            | 6  | 4 | 0 | 2 | 13 | 9  | +4 | 12 | Giành quyền vào vòng đấu loại trực tiếp |     | —   | 2–0 | 1–0 | 3–1 |
| 2  | Athletic Bilbao | 6  | 3 | 1 | 2 | 10 | 11 | −1 | 10 | Giành quyền vào vòng đấu loại trực tiếp |     | 5–3 | —   | 1–0 | 3–2 |
| 3  | Rapid Wien      | 6  | 1 | 3 | 2 | 7  | 8  | −1 | 6  |                                         |     | 3–2 | 1–1 | —   | 1–1 |
| 4  | Sassuolo        | 6  | 1 | 2 | 3 | 9  | 11 | −2 | 5  |                                         | 0–2 | 3–0 | 2–2 | —   |     |

| Rapid Wien                                     | 3–2      | Genk                    |
| ---------------------------------------------- | -------- | ----------------------- |
| Schwab 51' · Joelinton 59' · Colley 60' (l.n.) | Chi tiết | Bailey 29', 90' (ph.đ.) |

| Sassuolo                               | 3–0      | Athletic Bilbao |
| -------------------------------------- | -------- | --------------- |
| Lirola 60' · Defrel 75' · Politano 82' | Chi tiết |                 |

| Athletic Bilbao | 1–0      | Rapid Wien |
| --------------- | -------- | ---------- |
| Beñat 59'       | Chi tiết |            |

| Genk                                 | 3–1      | Sassuolo     |
| ------------------------------------ | -------- | ------------ |
| Karelis 8' · Bailey 25' · Buffel 61' | Chi tiết | Politano 65' |

| Genk                   | 2–0      | Athletic Bilbao |
| ---------------------- | -------- | --------------- |
| Brabec 40' · Ndidi 83' | Chi tiết |                 |

| Rapid Wien | 1–1      | Sassuolo             |
| ---------- | -------- | -------------------- |
| Schaub 7'  | Chi tiết | Schrammel 66' (l.n.) |

| Athletic Bilbao                                         | 5–3      | Genk                               |
| ------------------------------------------------------- | -------- | ---------------------------------- |
| Aduriz 8', 24' (ph.đ.), 44' (ph.đ.), 74', 90+4' (ph.đ.) | Chi tiết | Bailey 28' · Ndidi 51' · Sušić 80' |

| Sassuolo                      | 2–2      | Rapid Wien                |
| ----------------------------- | -------- | ------------------------- |
| Defrel 34' · Pellegrini 45+2' | Chi tiết | Jelić 86' · Kvilitaia 90' |

| Genk        | 1–0      | Rapid Wien |
| ----------- | -------- | ---------- |
| Karelis 11' | Chi tiết |            |

| Athletic Bilbao                     | 3–2      | Sassuolo                          |
| ----------------------------------- | -------- | --------------------------------- |
| García 10' · Aduriz 58' · Lekue 79' | Chi tiết | Balenziaga 2' (l.n.) · Ragusa 83' |

| Rapid Wien    | 1–1      | Athletic Bilbao |
| ------------- | -------- | --------------- |
| Joelinton 72' | Chi tiết | Saborit 84'     |

| Sassuolo | 0–2      | Genk                      |
| -------- | -------- | ------------------------- |
|          | Chi tiết | Heynen 58' · Trossard 80' |

### Bảng G
| VT | Đội            | ST | T | H | B | BT | BB | HS  | Đ  | Giành quyền tham dự                     |     | AJX | CEL | STA | PAT |
| -- | -------------- | -- | - | - | - | -- | -- | --- | -- | --------------------------------------- | --- | --- | --- | --- | --- |
| 1  | Ajax           | 6  | 4 | 2 | 0 | 11 | 6  | +5  | 14 | Giành quyền vào vòng đấu loại trực tiếp |     | —   | 3–2 | 1–0 | 2–0 |
| 2  | Celta Vigo     | 6  | 2 | 3 | 1 | 10 | 7  | +3  | 9  | Giành quyền vào vòng đấu loại trực tiếp |     | 2–2 | —   | 1–1 | 2–0 |
| 3  | Standard Liège | 6  | 1 | 4 | 1 | 8  | 6  | +2  | 7  |                                         |     | 1–1 | 1–1 | —   | 2–2 |
| 4  | Panathinaikos  | 6  | 0 | 1 | 5 | 3  | 13 | −10 | 1  |                                         | 1–2 | 0–2 | 0–3 | —   |     |

| Standard Liège | 1–1      | Celta Vigo |
| -------------- | -------- | ---------- |
| Dossevi 3'     | Chi tiết | Rossi 13'  |

| Panathinaikos | 1–2      | Ajax                       |
| ------------- | -------- | -------------------------- |
| Berg 5'       | Chi tiết | Traoré 33' · Riedewald 67' |

| Ajax        | 1–0      | Standard Liège |
| ----------- | -------- | -------------- |
| Dolberg 28' | Chi tiết |                |

| Celta Vigo              | 2–0      | Panathinaikos |
| ----------------------- | -------- | ------------- |
| Guidetti 84' · Wass 89' | Chi tiết |               |

| Celta Vigo                | 2–2      | Ajax                    |
| ------------------------- | -------- | ----------------------- |
| Fontàs 29' · Orellana 82' | Chi tiết | Ziyech 22' · Younes 71' |

| Standard Liège                        | 2–2      | Panathinaikos   |
| ------------------------------------- | -------- | --------------- |
| Edmilson 45+1' (ph.đ.) · Belfodil 82' | Chi tiết | Ibarbo 12', 36' |

| Ajax                                  | 3–2      | Celta Vigo               |
| ------------------------------------- | -------- | ------------------------ |
| Dolberg 41' · Ziyech 68' · Younes 71' | Chi tiết | Guidetti 79' · Aspas 86' |

| Panathinaikos | 0–3      | Standard Liège                  |
| ------------- | -------- | ------------------------------- |
|               | Chi tiết | Cissé 62' · Belfodil 76', 90+3' |

| Celta Vigo | 1–1      | Standard Liège |
| ---------- | -------- | -------------- |
| Aspas 8'   | Chi tiết | Laifis 81'     |

| Ajax                  | 2–0      | Panathinaikos |
| --------------------- | -------- | ------------- |
| Schöne 40' · Tete 50' | Chi tiết |               |

| Standard Liège | 1–1      | Ajax         |
| -------------- | -------- | ------------ |
| Raman 85'      | Chi tiết | El Ghazi 27' |

| Panathinaikos | 0–2      | Celta Vigo                         |
| ------------- | -------- | ---------------------------------- |
|               | Chi tiết | Guidetti 4' · Orellana 76' (ph.đ.) |

### Bảng H
| VT | Đội              | ST | T | H | B | BT | BB | HS  | Đ  | Giành quyền tham dự    |     | SHK | GNT | BRA | KON |
| -- | ---------------- | -- | - | - | - | -- | -- | --- | -- | ---------------------- | --- | --- | --- | --- | --- |
| 1  | Shakhtar Donetsk | 6  | 6 | 0 | 0 | 21 | 5  | +16 | 18 | Lọt vào vòng knock-out |     | —   | 5–0 | 2–0 | 4–0 |
| 2  | Gent             | 6  | 2 | 2 | 2 | 9  | 13 | −4  | 8  | Lọt vào vòng knock-out |     | 3–5 | —   | 2–2 | 2–0 |
| 3  | Braga            | 6  | 1 | 3 | 2 | 9  | 11 | −2  | 6  |                        |     | 2–4 | 1–1 | —   | 3–1 |
| 4  | Konyaspor        | 6  | 0 | 1 | 5 | 2  | 12 | −10 | 1  |                        | 0–1 | 0–1 | 1–1 | —   |     |

| Konyaspor | 0–1      | Shakhtar Donetsk |
| --------- | -------- | ---------------- |
|           | Chi tiết | Ferreyra 75'     |

| Braga     | 1–1      | Gent         |
| --------- | -------- | ------------ |
| Pinto 24' | Chi tiết | Milićević 6' |

| Gent                 | 2–0      | Konyaspor |
| -------------------- | -------- | --------- |
| Sayef 17' · Neto 33' | Chi tiết |           |

| Shakhtar Donetsk              | 2–0      | Braga |
| ----------------------------- | -------- | ----- |
| Stepanenko 5' · Kovalenko 56' | Chi tiết |       |

| Shakhtar Donetsk                                                       | 5–0      | Gent |
| ---------------------------------------------------------------------- | -------- | ---- |
| Kovalenko 12' · Ferreyra 30' · Bernard 46' · Taison 75' · Malyshev 85' | Chi tiết |      |

| Konyaspor    | 1–1      | Braga      |
| ------------ | -------- | ---------- |
| Milošević 9' | Chi tiết | Hassan 55' |

| Gent                                      | 3–5      | Shakhtar Donetsk                                                             |
| ----------------------------------------- | -------- | ---------------------------------------------------------------------------- |
| Coulibaly 1' · Perbet 83' · Milićević 89' | Chi tiết | Marlos 36' (ph.đ.) · Taison 41' · Stepanenko 45+3' · Fred 68' · Ferreyra 87' |

| Braga                                       | 3–1      | Konyaspor    |
| ------------------------------------------- | -------- | ------------ |
| Velázquez 34' · Eduardo 45+1' · Horta 90+7' | Chi tiết | Rangelov 30' |

| Shakhtar Donetsk                                               | 4–0      | Konyaspor |
| -------------------------------------------------------------- | -------- | --------- |
| Bardakcı 11' (l.n.) · Dentinho 36' · Eduardo 66' · Bernard 74' | Chi tiết |           |

| Gent                          | 2–2      | Braga                         |
| ----------------------------- | -------- | ----------------------------- |
| Coulibaly 32' · Milićević 40' | Chi tiết | Stojiljković 14' · Hassan 36' |

| Konyaspor | 0–1      | Gent            |
| --------- | -------- | --------------- |
|           | Chi tiết | Coulibaly 90+4' |

| Braga                           | 2–4      | Shakhtar Donetsk                    |
| ------------------------------- | -------- | ----------------------------------- |
| Stojiljković 43' · Vukčević 89' | Chi tiết | Kryvtsov 22', 62' · Taison 39', 66' |

### Bảng I
| VT | Đội               | ST | T | H | B | BT | BB | HS | Đ  | Giành quyền tham dự    |     | S04 | KRA | RBS | NIC |
| -- | ----------------- | -- | - | - | - | -- | -- | -- | -- | ---------------------- | --- | --- | --- | --- | --- |
| 1  | Schalke 04        | 6  | 5 | 0 | 1 | 9  | 3  | +6 | 15 | Lọt vào vòng knock-out |     | —   | 2–0 | 3–1 | 2–0 |
| 2  | Krasnodar         | 6  | 2 | 1 | 3 | 8  | 8  | 0  | 7  | Lọt vào vòng knock-out |     | 0–1 | —   | 1–1 | 5–2 |
| 3  | Red Bull Salzburg | 6  | 2 | 1 | 3 | 6  | 6  | 0  | 7  |                        |     | 2–0 | 0–1 | —   | 0–1 |
| 4  | Nice              | 6  | 2 | 0 | 4 | 5  | 11 | −6 | 6  |                        | 0–1 | 2–1 | 0–2 | —   |     |

| Red Bull Salzburg | 0–1      | Krasnodar     |
| ----------------- | -------- | ------------- |
|                   | Chi tiết | Joãozinho 37' |

| Nice | 0–1      | Schalke 04 |
| ---- | -------- | ---------- |
|      | Chi tiết | Rahman 75' |

| Schalke 04                                         | 3–1      | Red Bull Salzburg |
| -------------------------------------------------- | -------- | ----------------- |
| Goretzka 15' · Ćaleta-Car 47' (l.n.) · Höwedes 58' | Chi tiết | Soriano 72'       |

| Krasnodar                                                | 5–2      | Nice                        |
| -------------------------------------------------------- | -------- | --------------------------- |
| Smolov 22' · Joãozinho 33', 65' (ph.đ.) · Ari 86', 90+3' | Chi tiết | Balotelli 43' · Cyprien 71' |

| Krasnodar | 0–1      | Schalke 04      |
| --------- | -------- | --------------- |
|           | Chi tiết | Konoplyanka 11' |

| Red Bull Salzburg | 0–1      | Nice     |
| ----------------- | -------- | -------- |
|                   | Chi tiết | Pléa 13' |

| Schalke 04                 | 2–0      | Krasnodar |
| -------------------------- | -------- | --------- |
| Caiçara 25' · Bentaleb 28' | Chi tiết |           |

| Nice | 0–2      | Red Bull Salzburg       |
| ---- | -------- | ----------------------- |
|      | Chi tiết | Hwang Hee-chan 72', 73' |

| Krasnodar  | 1–1      | Red Bull Salzburg |
| ---------- | -------- | ----------------- |
| Smolov 85' | Chi tiết | Dabour 37'        |

| Schalke 04                         | 2–0      | Nice |
| ---------------------------------- | -------- | ---- |
| Konoplyanka 14' · Aogo 80' (ph.đ.) | Chi tiết |      |

| Red Bull Salzburg              | 2–0      | Schalke 04 |
| ------------------------------ | -------- | ---------- |
| Schlager 22' · Radošević 90+4' | Chi tiết |            |

| Nice                                  | 2–1      | Krasnodar  |
| ------------------------------------- | -------- | ---------- |
| Bosetti 64' (ph.đ.) · Le Marchand 77' | Chi tiết | Smolov 52' |

### Bảng J
| VT | Đội            | ST | T | H | B | BT | BB | HS | Đ  | Giành quyền tham dự                     |     | FIO | PAOK | QAR | LIB |
| -- | -------------- | -- | - | - | - | -- | -- | -- | -- | --------------------------------------- | --- | --- | ---- | --- | --- |
| 1  | Fiorentina     | 6  | 4 | 1 | 1 | 15 | 6  | +9 | 13 | Giành quyền vào vòng đấu loại trực tiếp |     | —   | 2–3  | 5–1 | 3–0 |
| 2  | PAOK           | 6  | 3 | 1 | 2 | 7  | 6  | +1 | 10 | Giành quyền vào vòng đấu loại trực tiếp |     | 0–0 | —    | 0–1 | 2–0 |
| 3  | Qarabağ        | 6  | 2 | 1 | 3 | 7  | 12 | −5 | 7  |                                         |     | 1–2 | 2–0  | —   | 2–2 |
| 4  | Slovan Liberec | 6  | 1 | 1 | 4 | 7  | 12 | −5 | 4  |                                         | 1–3 | 1–2 | 3–0  | —   |     |

| Qarabağ                   | 2–2      | Slovan Liberec        |
| ------------------------- | -------- | --------------------- |
| Míchel 7' · Sadygov 90+4' | Chi tiết | Sýkora 1' · Baroš 68' |

| PAOK | 0–0      | Fiorentina |
| ---- | -------- | ---------- |
|      | Chi tiết |            |

| Fiorentina                                         | 5–1      | Qarabağ      |
| -------------------------------------------------- | -------- | ------------ |
| Babacar 39', 45+2' · Kalinić 43' · Zárate 63', 78' | Chi tiết | Ndlovu 90+2' |

| Slovan Liberec | 1–2      | PAOK                          |
| -------------- | -------- | ----------------------------- |
| Komlichenko 1' | Chi tiết | Athanasiadis 10' (ph.đ.), 82' |

| Slovan Liberec | 1–3      | Fiorentina                    |
| -------------- | -------- | ----------------------------- |
| Ševčík 58'     | Chi tiết | Kalinić 8', 23' · Babacar 70' |

| Qarabağ                        | 2–0      | PAOK |
| ------------------------------ | -------- | ---- |
| Quintana 56' · Amirguliyev 87' | Chi tiết |      |

| Fiorentina                                        | 3–0      | Slovan Liberec |
| ------------------------------------------------- | -------- | -------------- |
| Iličić 30' (ph.đ.) · Kalinić 43' · Cristóforo 73' | Chi tiết |                |

| PAOK | 0–1      | Qarabağ    |
| ---- | -------- | ---------- |
|      | Chi tiết | Míchel 69' |

| Slovan Liberec                          | 3–0      | Qarabağ |
| --------------------------------------- | -------- | ------- |
| Vůch 11' · Komlichenko 57' (ph.đ.), 63' | Chi tiết |         |

| Fiorentina                     | 2–3      | PAOK                                      |
| ------------------------------ | -------- | ----------------------------------------- |
| Bernardeschi 33' · Babacar 50' | Chi tiết | Shakhov 5' · Djalma 26' · Rodrigues 90+3' |

| Qarabağ      | 1–2      | Fiorentina              |
| ------------ | -------- | ----------------------- |
| Reynaldo 73' | Chi tiết | Vecino 60' · Chiesa 76' |

| PAOK                       | 2–0      | Slovan Liberec |
| -------------------------- | -------- | -------------- |
| Rodrigues 29' · Pelkas 67' | Chi tiết |                |

### Bảng K
| VT | Đội                | ST | T | H | B | BT | BB | HS | Đ  | Giành quyền tham dự                     |     | SPA | HBS | SOU | INT |
| -- | ------------------ | -- | - | - | - | -- | -- | -- | -- | --------------------------------------- | --- | --- | --- | --- | --- |
| 1  | Sparta Prague      | 6  | 4 | 0 | 2 | 8  | 6  | +2 | 12 | Giành quyền vào vòng đấu loại trực tiếp |     | —   | 2–0 | 1–0 | 3–1 |
| 2  | Hapoel Be'er Sheva | 6  | 2 | 2 | 2 | 6  | 6  | 0  | 8  | Giành quyền vào vòng đấu loại trực tiếp |     | 0–1 | —   | 0–0 | 3–2 |
| 3  | Southampton        | 6  | 2 | 2 | 2 | 6  | 4  | +2 | 8  |                                         |     | 3–0 | 1–1 | —   | 2–1 |
| 4  | Internazionale     | 6  | 2 | 0 | 4 | 7  | 11 | −4 | 6  |                                         | 2–1 | 0–2 | 1–0 | —   |     |

| Internazionale | 0–2      | Hapoel Be'er Sheva      |
| -------------- | -------- | ----------------------- |
|                | Chi tiết | Vítor 54' · Buzaglo 69' |

| Southampton                              | 3–0      | Sparta Prague |
| ---------------------------------------- | -------- | ------------- |
| Austin 5' (ph.đ.), 27' · Rodriguez 90+2' | Chi tiết |               |

| Sparta Prague                 | 3–1      | Internazionale |
| ----------------------------- | -------- | -------------- |
| V. Kadlec 7', 25' · Holek 76' | Chi tiết | Palacio 71'    |

| Hapoel Be'er Sheva | 0–0      | Southampton |
| ------------------ | -------- | ----------- |
|                    | Chi tiết |             |

| Hapoel Be'er Sheva | 0–1      | Sparta Prague |
| ------------------ | -------- | ------------- |
|                    | Chi tiết | Pulkrab 71'   |

| Internazionale | 1–0      | Southampton |
| -------------- | -------- | ----------- |
| Candreva 67'   | Chi tiết |             |

| Sparta Prague                     | 2–0      | Hapoel Be'er Sheva |
| --------------------------------- | -------- | ------------------ |
| B. Bitton 23' (l.n.) · Lafata 38' | Chi tiết |                    |

| Southampton                        | 2–1      | Internazionale |
| ---------------------------------- | -------- | -------------- |
| Van Dijk 64' · Nagatomo 70' (l.n.) | Chi tiết | Icardi 33'     |

| Hapoel Be'er Sheva                                | 3–2      | Internazionale            |
| ------------------------------------------------- | -------- | ------------------------- |
| Maranhão 58' · Nwakaeme 71' (ph.đ.) · Sahar 90+3' | Chi tiết | Icardi 13' · Brozović 25' |

| Sparta Prague | 1–0      | Southampton |
| ------------- | -------- | ----------- |
| Costa 11'     | Chi tiết |             |

| Internazionale | 2–1      | Sparta Prague |
| -------------- | -------- | ------------- |
| Éder 23', 90'  | Chi tiết | Mareček 54'   |

| Southampton    | 1–1      | Hapoel Be'er Sheva |
| -------------- | -------- | ------------------ |
| Van Dijk 90+1' | Chi tiết | Buzaglo 79'        |

### Bảng L
| VT | Đội              | ST | T | H | B | BT | BB | HS | Đ  | Giành quyền tham dự                     |     | OSM | VIL | ZUR | STE |
| -- | ---------------- | -- | - | - | - | -- | -- | -- | -- | --------------------------------------- | --- | --- | --- | --- | --- |
| 1  | Osmanlıspor      | 6  | 3 | 1 | 2 | 10 | 7  | +3 | 10 | Giành quyền vào vòng đấu loại trực tiếp |     | —   | 2–2 | 2–0 | 2–0 |
| 2  | Villarreal       | 6  | 2 | 3 | 1 | 9  | 8  | +1 | 9  | Giành quyền vào vòng đấu loại trực tiếp |     | 1–2 | —   | 2–1 | 2–1 |
| 3  | Zürich           | 6  | 1 | 3 | 2 | 5  | 7  | −2 | 6  |                                         |     | 2–1 | 1–1 | —   | 0–0 |
| 4  | Steaua București | 6  | 1 | 3 | 2 | 5  | 7  | −2 | 6  |                                         | 2–1 | 1–1 | 1–1 | —   |     |

| Osmanlıspor                    | 2–0      | Steaua București |
| ------------------------------ | -------- | ---------------- |
| Diabaté 64' (ph.đ.) · Umar 74' | Chi tiết |                  |

| Villarreal                | 2–1      | Zürich    |
| ------------------------- | -------- | --------- |
| Pato 28' · Jonathan 45+1' | Chi tiết | Sadiku 2' |

| Zürich                             | 2–1      | Osmanlıspor |
| ---------------------------------- | -------- | ----------- |
| Schönbächler 45+1' · Čavušević 79' | Chi tiết | Maher 73'   |

| Steaua București | 1–1      | Villarreal |
| ---------------- | -------- | ---------- |
| Sulley 19'       | Chi tiết | Borré 9'   |

| Steaua București | 1–1      | Zürich   |
| ---------------- | -------- | -------- |
| Golubović 63'    | Chi tiết | Koné 86' |

| Osmanlıspor      | 2–2      | Villarreal             |
| ---------------- | -------- | ---------------------- |
| Rusescu 23', 24' | Chi tiết | N'Diaye 56' · Pato 74' |

| Zürich | 0–0      | Steaua București |
| ------ | -------- | ---------------- |
|        | Chi tiết |                  |

| Villarreal | 1–2      | Osmanlıspor           |
| ---------- | -------- | --------------------- |
| Rodri 48'  | Chi tiết | Webó 8' · Rusescu 75' |

| Steaua București           | 2–1      | Osmanlıspor |
| -------------------------- | -------- | ----------- |
| Momčilović 68' · Tamaș 86' | Chi tiết | Ndiaye 30'  |

| Zürich                | 1–1      | Villarreal  |
| --------------------- | -------- | ----------- |
| Rodríguez 87' (ph.đ.) | Chi tiết | Soriano 14' |

| Osmanlıspor                  | 2–0      | Zürich |
| ---------------------------- | -------- | ------ |
| Delarge 73' · Kılıçaslan 89' | Chi tiết |        |

| Villarreal                  | 2–1      | Steaua București |
| --------------------------- | -------- | ---------------- |
| Sansone 16' · Trigueros 88' | Chi tiết | Achim 55'        |